# Ágnes Hankiss
Dans le nom hongrois Hankiss Ágnes, le nom de famille précède le prénom, mais cet article utilise l’ordre habituel en français Ágnes Hankiss, où le prénom précède le nom.
Ágnes Hankiss, née Erdős le 7 mars 1950 à Budapest et morte le 17 août 2021 dans la même ville, est une femme politique hongroise, membre de la Fidesz-Union civique hongroise.
Elle est députée européenne de 2009 à 2014.